# Gov't Mule

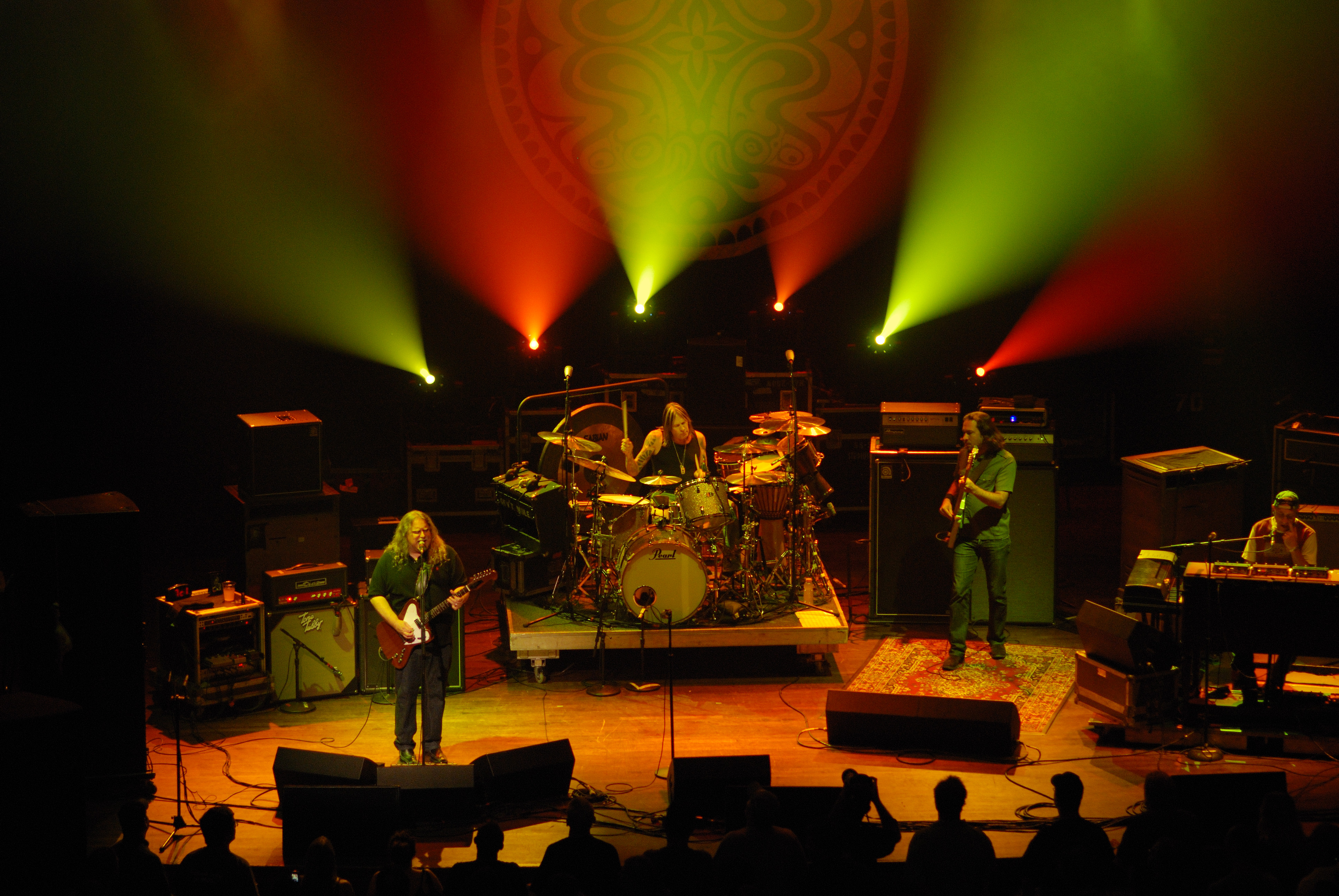
Gov't Mule en The Grand el 24 de julio de 2008

Gov't Mule (Government Mule) es una banda de blues/rock/fusión/jam nacida en principio en 1994 como un proyecto aparte de The Allman Brothers Band, pero sigue activa aún. Como muchas "jam bands", es bastante conocida en circuitos concierteros porque está continuamente de gira.
En 1997, debido a que los Allman Brothers estaban parados discográficamente, Warren Haynes (voz y guitarra) y Allen Woody (bajo) lo dejaron para concentrar todo su tiempo en Gov't Mule, junto con el baterista Matt Abts.
Con la repentina muerte de Allen Woody en el año 2000, la banda empezó a contar con numerosos bajistas invitados durante sus giras, culminando con la salida de su segundo disco de estudio, grabado con múltiples bajistas y llamado Deep End. Siendo este el volumen uno, y editando posteriormente la segunda versión del mismo título.
Finalmente se unieron el teclista Danny Louis y el bajista Andy Hess (más tarde reemplazado por Jorgen Carlsson). Los cuatro continúan haciendo giras y grabando discos.

## Discografía
| 1995                                                   | Gov't Mule - Lanzamiento: octubre de 1995 - Discográfica: Relativity - Formato: Compact Disc (CD), Compact Cassette (CS)                              | —   | —  | —  |          |
| 1996                                                   | Live from Roseland Ballroom - Lanzamiento: 22 de octubre de 1996 - Discográfica: Foundation - Formato: CD, CS                                         | —   | 47 | —  |          |
| 1998                                                   | Dose - Lanzamiento: 24 de febrero de 1998 - Discográfica: Volcano Entertainment - Formato: CD, CS                                                     | —   | —  | —  |          |
| 1999                                                   | Live... With a Little Help from Our Friends - Lanzamiento: 23 de marzo de 1999 - Discográfica: Volcano Entertainment - Formato: CD                    | —   | —  | —  |          |
| 2000                                                   | Life Before Insanity - Lanzamiento: 15 de febrero de 2000 - Discográfica: Volcano Entertainment - Formato: CD, CS                                     | —   | —  | —  |          |
| 2001                                                   | The Deep End, Volume 1 - Lanzamiento: 23 de octubre de 2001 - Discográfica: ATO Records\|ATO - Formato: CD                                            | 128 | —  | —  |          |
| 2002                                                   | The Deep End, Volume 2 - Lanzamiento: 8 de october de 2002 - Discográfica: ATO - Formato: CD                                                          | 117 | —  | —  |          |
| 2003                                                   | The Deepest End, Live in Concert - Lanzamiento: 7 de octubre de 2003 - Discográfica: ATO - Formato: CD                                                | 153 | —  | —  | US: Gold |
| 2004                                                   | Déjà Voodoo - Lanzamiento: 14 de septiembre de 2004 - Discográfica: ATO - Formato: CD                                                                 | 86  | —  | —  |          |
| 2005                                                   | Mo' Voodoo (EP) - Lanzamiento: - Discográfica: - Formato:                                                                                             | —   | —  | —  |          |
| 2006                                                   | High & Mighty - Lanzamiento: 22 de agosto de 2006 - Discográfica: ATO/RED Distribution\|RED - Formato: CD                                             | 62  | 3  | —  |          |
| 2007                                                   | Mighty High - Lanzamiento: 16 de octubre de 2007 - Discográfica: ATO - Formato: CD                                                                    | 106 | 9  | —  |          |
| 2008                                                   | Holy Haunted House - Lanzamiento: junio de 2008 - Discográfica: - Formato:                                                                            | —   | —  | —  |          |
| 2009                                                   | By a Thread - Lanzamiento: 27 de octubre de 2009 - Discográfica: Evil Teen - Formato: CD, LP record\|LP                                               | 34  | 5  | 13 |          |
| 2010                                                   | Mulennium - Lanzamiento: 3 de agosto de 2010 - Discográfica: Evil Teen - Formato: CD                                                                  | 49  | 8  | 19 |          |
| 2013                                                   | Shout! - Lanzamiento: 24 de septiembre de 2013 - Discográfica: Blue Note Records - Formato: CD                                                        | 32  | —  | —  |          |
| 2014                                                   | Dark Side of the Mule - Lanzamiento: 5 de diciembre de 2014 - Discográfica: Mascot Label Group - Formato: CD                                          | 99  | —  | —  |          |
| 2015                                                   | Sco-Mule (feat. John Scofield) - Lanzamiento: 27 de enero de 2015 - Discográfica: Evil Teen Records - Formato: CD                                     | 96  | —  | —  |          |
| 2015                                                   | Dub Side of the Mule - Lanzamiento: 3 de abril de 2015 - Discográfica: Mascot Label Group - Formato: CD                                               | —   | —  | —  |          |
| 2015                                                   | Stoned Side of the Mule Vol. 1 & 2 - Lanzamiento: 17 de abril de 2015 - Discográfica: Mascot Label Group - Formato: LP record\|LP                     | —   | —  | —  |          |
| 2016                                                   | The Tel-Star Sessions - Lanzamiento: 5 de agosto de 2016 - Discográfica: Evil Teen - Formato: CD                                                      | 104 | —  | —  |          |
| 2017                                                   | Revolution Come...Revolution Go - Lanzamiento: 9 de junio de 2017 - Discográfica: Fantasy Records - Formato: CD                                       | 35  | —  | 5  |          |
| 2019                                                   | Bring On the Music: Live at the Capitol Theatre - Lanzamiento: 20 de junio de 2019 - Discográfica: Provogue Records - Formato: CD, DVD, LP record\|LP | —   | —  | —  |          |
| 2021                                                   | Heavy Load Blues - Lanzamiento: 12 de noviembre de 2021 - Discográfica: Fantasy Records - Formato: CD, LP record\|LP                                  | 158 | 27 | 22 |          |
| 2023                                                   | Peace... Like a River |     |    |    |          |
| "—" indica álbum publicado pero no incluido en listas. | |     |    |    |          |